# Нельсон, Ларс
Ларс Нельсон (швед. Lars Nelson; род. 19 августа 1985, Funäsdalen, Емтланд) — шведский лыжник, олимпийский чемпион Олимпиады в Сочи (2014) в лыжных гонках.